# Teamart Verlag
Der teamart Verlag war ein Schweizer Buchverlag mit Sitz in Zürich. Den Schwerpunkt der Verlagstätigkeit bildete zunächst der Bereich Kunst, ab 2000 wurde fast ausschließlich Lyrik aus romanischen Sprachen verlegt.
In der Kunstreihe wurden mehrere Dokumentationen zu Ausstellungen im Helmhaus Zürich publiziert. Zu den Autoren zählen unter anderem Max Huber, Warja Lavater und Ernst Specker.
Die Lyrikreihe umfasst 30 zweisprachige Bände, hauptsächlich von Autoren aus Spanien und Lateinamerika. Damit war der Verlag ein bedeutender Vermittler von spanischsprachiger Lyrik im deutschen Sprachraum.
Der inhabergeführte Verlag wurde 1988 durch Dorothea und François Romain Bochud gegründet und 2017 aus dem Handelsregister gelöscht.

## Schwerpunkt: Lyrik aus romanischen Sprachen
- Alejandra Pizarnik: Extraña que fui : poemas = Fremd die ich war : Gedichte. Ausgewählt, eingeführt und aus dem Spanischen übersetzt von Elisabeth Siefer. Teamart, Zürich, 2000, 167 S., ISBN 978-3-908126-11-9.
- Hernán Lavín Cerda: Hombrecito del sombrero : poemas = Das Männchen mit dem Hut : Gedichte. Ausgewählt, eingeführt und aus dem Spanischen übersetzt von Elisabeth Siefer. Teamart, Zürich, 2001, 129 S., ISBN 978-3-908126-12-6.
- Olga Orozco: Las últimas astillas del reflejo : poemas = Die letzten Splitter des Lichts : Gedichte. Ausgewählt, eingeführt und aus dem argentinischen Spanisch übersetzt von Juana & Tobias Burghardt. Teamart, Zürich, 2001, 133 S., ISBN 978-3-908126-14-0.
- José Hierro: Cuaderno de Nueva York : poemas = Heft aus New York : Gedichte. Eingeführt und aus dem Spanischen übersetzt von Margrit Klingler-Clavijo. Teamart, Zürich, 2002, 177 S., ISBN 978-3-908126-13-3.
- Jaime Labastida: Elogios de la luz y de la sombra : poemas = Lob auf Licht und Schatten : Gedichte. Aus dem Spanischen übersetzt von Margrit Klingler-Clavijo. Teamart, Zürich, 2002, 97 S., ISBN 978-3-908126-16-4.
- Esther Andradi: Sobre vivientes : miniaturas = Über Lebende : Miniaturen. [Aus dem Spanischen] übersetzt von Margrit Klingler-Clavijo. Teamart, Zürich, 2003, 133 S., ISBN 978-3-908126-19-5.
- Juan Gelman: Huellas en el agua : poemas = Spuren im Wasser : Gedichte. Ausgewählt, eingeführt und aus dem argentinischen Spanisch übersetzt von Juana & Tobias Burghardt. Teamart, Zürich, 2003, 159 S., ISBN 978-3-908126-17-1.
- Gloria Gervitz: Migraciones : poemas = Ein Erwachen auf der anderen Seite : Gedichte. Ausgewählt, eingeführt und aus dem mexikanischen Spanisch übersetzt von Rita Catrina Imboden. Teamart, Zürich, 2003, 124 S., ISBN 978-3-908126-21-8.
- Paul Miron: O grămadă de arbori : poezii = Eine Menge Bäume : Gedichte. Ausgewählt und aus dem Rumänischen übersetzt von Elsa Lüder. Teamart, Zürich, 2003, 141 S., ISBN 978-3-908126-22-5.
- Carlos Pellicer: Las manos llenas de color : poemas = Hände voller Farbe : Gedichte. Ausgewählt und aus dem mexikanischen Spanisch übersetzt von Elisabeth Siefer. Teamart, Zürich, 2003, 191 S., ISBN 978-3-908126-18-8.
- Clara Janés: La indetenible quietud y otros poemas = Die unaufhaltsame Ruhe und andere Gedichte. Eingeleitet, ausgewählt und aus dem Spanischen übersetzt von Juana & Tobias Burghardt. Teamart, Zürich, 2004, 167 S., ISBN 978-3-908126-23-2.
- Cristina Peri Rossi: Otra vez eros : poemas = Noch einmal Eros : Gedichte. Ausgewählt, eingeführt und aus dem Spanischen übersetzt von Margrit Klingler-Clavijo. Teamart, Zürich, 2004, 118 S., ISBN 978-3-908126-20-1.
- Luisa Castro: Baleas e baleas - Ballenas : y otros poemas = Wale : und andere Gedichte. Ausgewählt, eingeführt und aus dem Galicischen und Spanischen übersetzt von Juana und Tobias Burghardt. Teamart, Zürich, 2005, 149 S., ISBN 978-3-908126-24-9.
- Chantal Maillard: Matar à Platón seguido de Escribir : poemas = Platon töten gefolgt von Schreiben : Gedichte. Eingeführt und aus dem Spanischen übersetzt von Elisabeth Siefer. Teamart, Zürich, 2006, 112 S., ISBN 978-3-908126-25-6.
- Rogelio Saunders: Fábula de ínsulas no escritas : poemas = Fabel ungeschriebener Inseln : Gedichte. Ausgewählt von Rogelio Saunders und Susanne Lange. Eingeleitet und aus dem Spanischen übersetzt von Susanne Lange. Teamart, Zürich, 2006, 125 S., ISBN 978-3-908126-26-3.
- Rosana Acquaroni: Sombras y paraísos : poemas & grabados = Schatten und Paradiese : Gedichte & Gravuren. Ausgewählt, eingeführt und aus dem Spanischen übersetzt von Juana & Tobias Burghardt. Teamart, Zürich, 2007, 155 S., ISBN 978-3-908126-30-0.
- Casimiro de Brito: O amor, a morte e outros vícios = Die Liebe, der Tod und andere Laster. Ausgewählt, eingeführt und aus dem Portugiesischen übersetzt von Juana & Tobias Burghardt. Mit dem Essay des Autors Do poema: animal andrógino = Vom Gedicht: Zwittertier. Teamart, Zürich, 2007, 127 S., ISBN 978-3-908126-28-7.
- José Kozer: Trazas : poemas = Spuren : Gedichte. Ausgewählt, eingeführt und aus dem Spanischen übersetzt von Susanne Lange. Teamart, Zürich, 2007, 158 S., ISBN 978-3-908126-31-7.
- Gastón Baquero: Testamente del pez : poemas (1941-1994) = Testament des Fisches : Gedichte (1941-1994). Ausgewählt, eingeführt und aus dem Spanischen übersetzt von Juana und Tobias Burghardt. Teamart, Zürich, 2008, 159 S., ISBN 978-3-908126-32-4.
- Ana Merino: Piedra, papel, tijera y otros poemas = Schere, Stein, Papier und andere Gedichte. Ausgewählt, eingeführt und aus dem Spanischen übersetzt von Rita Catrina Imboden. Teamart, Zürich, 2009, 131 S., ISBN 978-3-908126-33-1.
- Alfonsina Storni: El murciélago azul de la tristeza : poemas = Blaue Fledermaus der Trauer : Gedichte. Ausgewählt, aus dem Spanischen übersetzt und mit einem Nachwort von Reinhard Streit. Teamart, Zürich, 2009, 167 S., ISBN 978-3-908126-34-8.
- Tamara Kamenszain: Perdidos en familia : poemas = Fremd in der Familie : Gedichte. Ausgewählt, eingeführt und aus dem Spanischen übersetzt von Petra Strien. Teamart, Zürich, 2010, 155 S., ISBN 978-3-908126-36-2.
- Pablo Neruda: Geografía infructuosa : poemas = Unfruchtbare Geographie : Gedichte. Aus dem Spanischen mit einem Nachwort von Hans-Jürgen Schmitt unter Mitwirkung von Ute Steinbicker. Teamart, Zürich, 2010, 109 S., ISBN 978-3-908126-37-9.
- Diana Bellessi: Ni un minuto fuera de casa : poemas = Nicht eine Minute fort von zuhause : Gedichte. Ausgewählt, eingeführt und aus dem argentinischen Spanisch übersetzt von Silke Kleemann. Teamart, Zürich, 2012, 131 S., ISBN 978-3-908126-39-3.
- Ernest Farrés: Edward Hopper : 50 poemes = Edward Hopper : 50 Gedichte. Aus dem Katalanischen und mit einem Nachwort von Eberhard Geisler. Teamart, Zürich, 2012, 139 S., ISBN 978-3-908126-40-9.
- Delmira Agustini: Flores nocturnas : poemas = Nächtliche Blüten : Gedichte. Ausgewählt und aus dem Spanischen übersetzt von Susanne Lange und Petra Strien. Teamart, Zürich, 2013, 168 S., ISBN 978-3-908126-35-5.
- J. V. Voix: Diari 1918 - selecció : prosa poètica = Aus dem Tagebuch 1918 : Prosagedichte. Auswahl, Übersetzung und Nachwort von Eberhard Geisler. Teamart, Zürich, 2013, 141 S., ISBN 978-3-908126-41-6.
- Armando Silva Carvalho: Lisboas - roteiro sentimental : poemas = Lissabon - Ein Stadtführer der Gefühle : Gedichte. Auswahl, Vorwort und Übersetzung von Ilse Pollack. Teamart, Zürich, 2015, 151 S., ISBN 978-3-908126-42-3.
- Jaime Saenz: Desde lo profundo de la noche : poemas en prosa = Aus der Tiefe der Nacht : Prosadichtung. Auswahl, Übersetzung und Vorwort von Helga Castellanos. Teamart, Zürich, 2015, 149 S., ISBN 978-3-908126-43-0.
- Und der Kondor zog vorbei : Quechua Dichtung der Inka. Nach spanischen Quellen neu übersetzt, herausgegeben und mit einem Nachwort von Gerd Frank. Teamart, Zürich, 2016, 144 S., ISBN 978-3-908126-44-7.